# Dobřany (Hradec Králové)
Dobřany (in tedesco Dobrzan; dal 1939 al 1945 Dobschan) è un comune della Repubblica Ceca facente parte del distretto di Rychnov nad Kněžnou, nella regione di Hradec Králové.